# تب برفکی
تب برفکی یا «بیماری دهان و پا» (به انگلیسی: Foot-and-Mouth Disease) یک بیماری عفونی و گاهی کشنده ویروسی است که موجب بیمار شدن حیوانات زوج سم از جمله گاو اهلی و اعضای خانوادهٔ گاوسانان می‌شود. این ویروس عامل بیماری در ابتدا به مدت دو تا سه روز تب شدید ایجاد نموده و متعاقباً تاولهایی در داخل دهان و روی پا ظاهر می‌شود که ممکن است پاره شده و موجب لنگش حیوان شود.
این بیماری بسیار واگیردار است و قطرات آیروسل دفع شده از حیوان آلوده، تماس با تجهیزات دامداری، غذا، وسایل نقلیه، البسه آلوده و حیوانات شکارچی اهلی و وحشی موجب گسترش بیماری می‌شوند. این بیماری به عنوان طاعون برای صنعت دامداری محسوب می‌شود. کنترل بیماری منوط به واکسیناسیون، مراقبت شدید نقل و انتقال حیوانات، قرنطینه نمودن حیوانات مبتلا، اعمال محدودیت در خرید و فروش حیوانات و گاهی معدوم نمودن میلیون‌ها راس دام است.
گاو، گاو میش، گوسفند، بز، خوک، گوزن و آهو به بیماری تب برفکی حساس می‌باشند. فیل، جوجه تیغی و لاما نسبت به بیماری مقاومت بیشتری داشته و در صورت ابتلا علایم خفیف بروز داده و بیماری را به حیوانات دیگر منتقل نمی‌کنند. موش، رت و مرغ خانگی تحت شرایط آزمایشگاهی به بیماری مبتلا شده‌اند ولی مواجهه آن‌ها تحت شرایط طبیعی با ویروس عامل بیماری بعید به نظر میرسد. انسان به ندرت به این بیماری مبتلا می‌شود.
ویروس عامل بیماری نوعی پیکورنا ویروس و عضو شاخص جنس آفتوویروس است. عفونت زمانی اتفاق می‌افتد که ذرات ویروسی بداخل سلول میزبان راه پیدا کنند. سپس ویروس سلول میزبان را مجبور به تولید هزاران کپی از خود می‌نماید که نهایتاً با انهدام سلول ذرات ویروسی در خون رها می‌شوند. این ویروس اشکال متغیری دارد و همین موضوع تأثیر واکسیناسیون را با اشکال روبرو می‌کند.

## تاریخچه

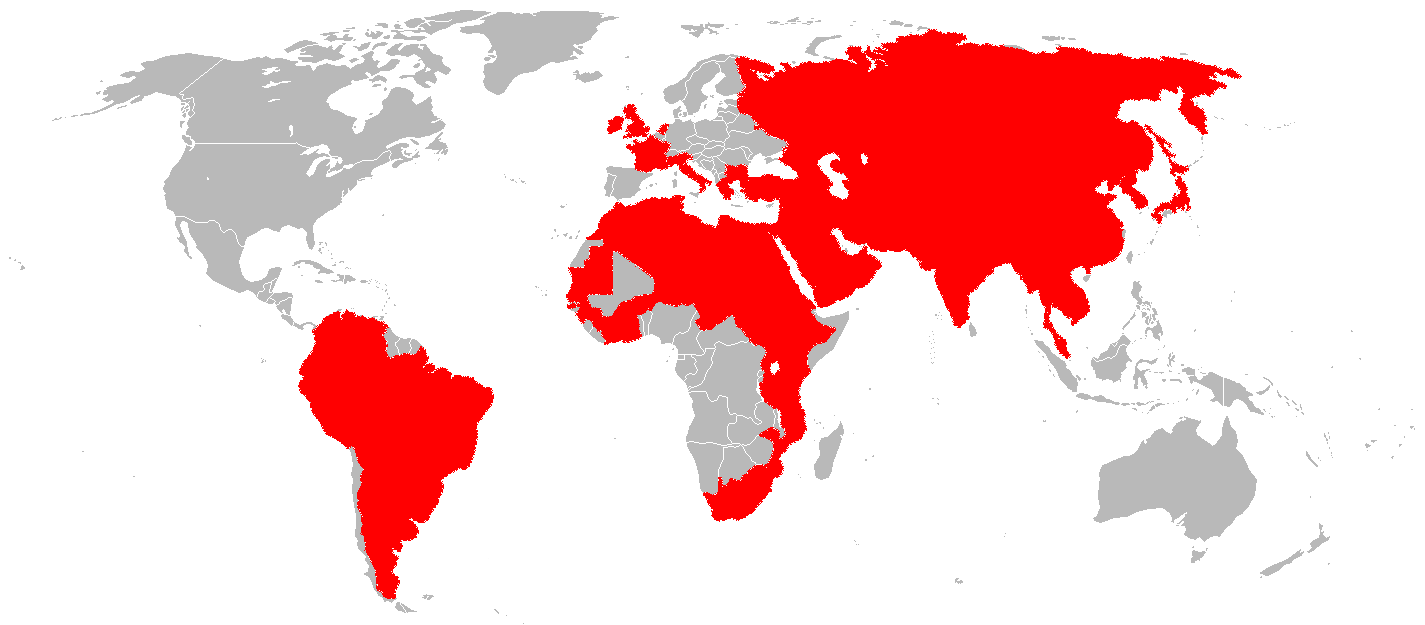
کشورهای جهان که در خلال سال‌های ۱۹۹۰ تا ۲۰۰۲ اعلام شناسایی این ویروس را در میان دامهایشان کرده‌اند.

اولین بار فردریک لوفلر بهمراه پاول فروش در سال ۱۸۹۷ نشان دادند که عامل بیماری ویروسی است. آن‌ها خون یک حیوان بیمار را از ]فیلترچامبرلند عبور دادند و دریافتند مایع جمع‌آوری شده پس از فیلتر کردن هنوز می‌تواند حیوان سالم را بیمار نماید. سپس بعلت خطر گسترش ویروس در بین دامهای اهلی تحقیقات روی آن تا سال ۱۹۲۰ متوقف بود که در این سال والدمان و پاپ نشان دادند که می‌توان از راه تلقیح داخل پوستی در ناحیه بالشتک پای خوکچه هندی این حیوان را به بیماری مبتلا نمود و بدین ترتیب یک مدل حیوانی بسیار مناسب جهت انجام تحقیقات تب برفکی معرفی شد.
بیماری تب برفکی در اغلب قسمتهای جهان رخ داده است، هرچند برخی کشورها برای مدتی عاری از بیماری بوده‌اند، و دامنه میزبانی وسیع و گسترش سریع آن موجب نگرانی در سطح بین‌المللی شده‌است. پس از جنگ جهانی دوم بیماری در سطح وسیعی در جهان گسترش یافت. آسیا، آفریقا و بخش‌هایی از آمریکای جنوبی جزو نواحی اندمیک بیماری محسوب می‌شوند، شیلی تا اوت ۲۰۰۷ عاری از بیماری بوده‌است و در اروگوئه و آرژانتین از سال ۲۰۰۱ به بعد موردی از بیماری مشاهده نشده‌است. آمریکای شمالی و استرالیا سالیان زیادی است که عاری از بیماری می‌باشند. در نیوزلند حتی یک مورد از این بیماری مشاهده نشده‌است. اغلب کشورهای اروپایی به عنوان مناطق عاری از بیماری شناخته می‌شوند و کشورهای عضو اتحادیه اروپا عملیات واکسیناسیون علیه بیماری را متوقف نموده‌اند.
تب برفکی یکی از بیماری‌های بومی ایران است. تا قبل از ایجاد دامداریهای بزرگ توجهی به این بیماری نمی‌شد ولی پس از پیدایش دامداریهای صنعتی بزرگ در ایران، خسارات اقتصادی آن توجه مقامات مسئول را بخود جلب نمود و بدین ترتیب در مؤسسه تحقیقات واکسن و سرم‌سازی رازی بخش ویژه‌ای برای بررسی این بیماری و تهیه واکسن برای مبارزه با آن تأسیس گردید.
با این وجود شیوع جدی بیماری تب برفکی در سال ۲۰۰۱ در انگلستان منجر به معدوم شدن تعداد زیادی از دامها، به تعویق افتادن انتخابات و عدم برگزاری بسیاری از رویدادهای ورزشی و تفریحی در این کشور شد. در ایرلند، با اجرای سیاست‌های اکید دولت مبنی بر ضدعفونی افراد هنگام ورود و خروج به دامداری٬محدودیت فروش دام٬و عدم برگزاری کلیه رویدادهایی که مستلزم تجمع دامداران در یک محل بود، فقط یک مورد از بیماری مشاهده گردید. در اوت ۲۰۰۷ دومورد تب برفکی در انگلستان مشاهده گردید و بدنبال آن کلیه دامهای منطقه «سو ری» SURREY معدوم شده و این منطقه تحت قرنطینه قرار گرفت. در ماه ژوئن سال ۲۰۱۰ پس از مثبت شدن نتیجه آزمایش سه نمونه در کشور ژاپن بیش از ۲۷۰۰۰۰راس گاو کشتار شدند.

## علایم بیماری

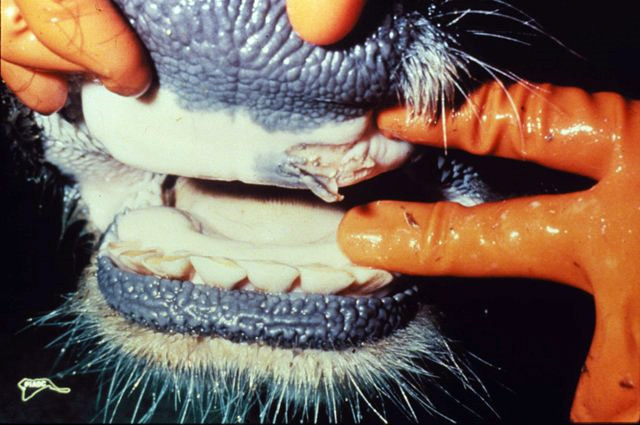
پارگی وزیکول دهان در گاو مبتلا به بیماری تب برفکی

دوره کمون بیماری بین ۳–۶ روز می‌باشد. علایم مشخصه بیماری در گاو عبارتند از: تب بالا، کاهش شدید تولید شیر بی اشتهایی و افسردگی شدید تشکیل وزیکولهای حاوی مایع سروزی و شفاف در مخاط دهان زبان و بالشتک دندانی و همچنین ناحیه تاج سم و فضای بین انگشتی می‌باشد. این وزیکولها به راحتی پاره می‌شود و ناحیه زخمی بر جای می‌گذارد که اگر در ناحیه پا باشد منجر به لنگش شدید و اگر در ناحیه دهان باشد منجر به ریزش شدید بزاق و اشکال در تغذیه در نتیجه کاهش شدید وزن حیوان و کاهش شدید تولید شیر می‌گردد. این زخمها در مدت یک هفته رو به بهبودی می‌روند. در گوسفند و بز نیز علایم مشابه گاو است ولی شدت علایم خفیف تر بوده و فقط ضایعات شدید در ناحیه پا منجر به لنگش حیوان می‌شود.
اگرچه میزان شیوع بیماری به ۱۰۰٪ نیز می‌رسد ولی میزان تلفات آن در دامهای بالغ تا ۲٪ و در دامهای جوان تا ۲۰٪ می‌باشد. علت عمده تلفات در گوساله‌ها و بره‌ها التهاب عضله قلب و بروز آریتمیهای قلبی می‌باشد.
از عوارضی که پس از ابتلای به تب برفکی بر جای می‌ماند می‌توان به:سقط جنین، ورم پستان، اختلال تنفسی همراه به له له زدن، رشد بی از حد پوشش بدن، کاهش تحمل به گرما و دیابت ملیتوس نام برد.

## سیرتکامل ویروس

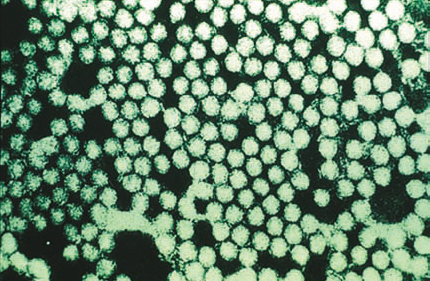
تصویر گرفته شده از ویروس بیماری توسط عکاسی ریزنگاری

ویروس تب برفکی هم از نظر فنوتیپی و هم از نظر ژنتیکی متغیر می‌باشد. هفت سروتیپ از این ویروس به نام‌های A،O،C،Asia1،SAT1،SAT2 و SAT3 وجود دارند و هر کدام تحت تیپها و واریانتهای مختلفی دارندو تعداد آن‌ها آنقدر زیاد است که به سختی می‌توان آن‌ها را طبقه‌بندی نمود. علت این تنوع ژنتیکی بروز خطا هنگام تکثیر ویروس و بروز جهش‌های ژنتیکی می‌باشد و جهش ژنتیکی تمام خصوصیات مهم ویروس از جمله تمایل به بافت هدف و همچنین طیف میزبانی آن را تحت تأثیر قرار می‌دهد. با توجه به تعداد آنتی ژنهای محدود موجود در واکسن و تعداد بسیار زیاد ویروسهای در حال گردش در طبیعت، عملیات واکسیناسیون و پیشگیری از بیماری نیز با مشکل روبرو خواهد شد.